# Recopa Sul-Americana de 2018
A Recopa Sul-Americana de 2018, oficialmente CONMEBOL Recopa 2018, foi a 25.ª edição do torneio realizado anualmente pela Confederação Sul-Americana de Futebol (CONMEBOL), disputado entre os vencedores dos dois principais torneios de clubes da América do Sul, a Copa Libertadores e a Copa Sul-Americana.
Foram duas partidas, no formato ida e volta, entre a equipe brasileira Grêmio, campeã da Copa Libertadores de 2017, e a equipe argentina Independiente, campeã da Copa Sul-Americana de 2017. A primeira partida foi disputada no Estádio Libertadores de América em Avellaneda, no dia 14 de fevereiro, enquanto que a segunda partida foi disputada na Arena do Grêmio em Porto Alegre, no dia 21 de fevereiro.
O Grêmio venceu a competição, na disputa de pênaltis (placar 5-4) subsequente à segunda partida.

## Contexto
A equipe do Grêmio qualificou-se como sendo a atual campeã da Copa Libertadores da América de 2017. Durante a fase de grupos da competição, a equipe foi a terceira maior pontuadora da mesma, atingindo treze pontos em seis partidas, com quatro vitórias, um empate e uma derrota. Classificada para as oitavas de final, enfrentou a equipe do Godoy Cruz, vencendo pelo placar agregado de 3–1. Nas quartas de final, enfrentou o Botafogo, vencendo pelo placar agregado de 1–0. Já nas semifinais, enfrentou o Barcelona de Guayaquil, vencendo novamente pelo placar agregado de 3–1. Com isso, classificou-se pela quinta vez na história para a final, na qual venceu a equipe do Lanús da Argentina pelo placar agregado de 3–1, tendo ganho o primeiro jogo por 1–0 e o segundo jogo por 2–1.
Já a equipe do Independiente qualificou-se como campeã da Copa Sul-Americana de 2017. A equipe começou a disputa na primeira fase, na qual enfrentou o Alianza Lima, vencendo pelo placar agregado de 1–0. Na segunda fase, enfrentou o Deportes Iquique, vencendo novamente pelo placar agregado de 6–3.[carece de fontes?] Classificado para as oitavas de final, perdeu a primeira partida para o Atlético Tucumán por 1–0, mas venceu a segunda por 2–0, classificando-se às quartas de final. Nesta fase, enfrentou o Nacional, vencendo pelo placar agregado de 6–1. Já nas semifinais, enfrentou o Libertad, sendo derrotado novamente no primeiro jogo por 1–0, mas voltou a vencer na segunda partida, pelo placar de 3–1, classificando-se para a final. Na grande decisão, enfrentou a equipe brasileira Flamengo, vencendo a primeira partida pelo placar de 2–1 e empatando no segundo jogo em 1–1.
Foi a segunda vez que o Grêmio disputou a competição, enquanto que, para o Independiente, foi sua quarta participação. As duas equipes já haviam se enfrentado em doze oportunidades anteriormente, contando com seis vitórias do Grêmio, três vitórias do Independiente, além de três empates. As partidas mais importantes que as equipes disputaram foram a final da Copa Libertadores da América de 1984, com vitória do Independiente, e a própria Recopa Sul-Americana de 1996, da qual o Grêmio saiu campeão. Até o momento da partida, completarão dezoito anos do último confronto, válido pela Copa Mercosul de 1999, que teve a vitória da equipe argentina.

## Participantes
As duas equipes possuíam até então um título cada. Foi a segunda vez que se enfrentaram nesta competição.
| Clube         | Cidade       | Classificação                                   | Participação | Melhor participação |
| ------------- | ------------ | ----------------------------------------------- | ------------ | ------------------- |
| Grêmio        | Porto Alegre | Campeão da Copa Libertadores da América de 2017 | 2ª           | Campeão (1996)      |
| Independiente | Avellaneda   | Campeão da Copa Sul-Americana de 2017           | 4ª           | Campeão (1995)      |

## Formato de disputa
A Recopa Sul-Americana foi disputada em duas partidas, no formato de ida e volta, de modo que o Grêmio, por ser o campeão da Copa Libertadores, foi o mandante da segunda partida. As datas estabelecidas para as partidas foram 14 de fevereiro, para o jogo de ida, no Estádio Libertadores de América em Avellaneda, e 21 de fevereiro, para o jogo de volta, na Arena do Grêmio em Porto Alegre. Cada partida teve noventa minutos de duração, compreendendo duas etapas de 45 minutos, além de um intervalo de quinze minutos entre as duas etapas. Os critérios de desempate foram o saldo de gols, ou seja, a diferença entre gols marcados e sofridos. Ao ao final da segunda partida, mantenha-se a igualdade, foi aplicada uma prorrogação de trinta minutos, divididos em duas etapas de quinze minutos. Como o resultado persistiu, foi  realizada a disputa por pênaltis, para definir o campeão.

## Desfalques
O Grêmio iniciou o ano e a competição tendo que cumprir a suspensão do seu volante titular Ramiro. O atleta não jogou as duas partidas da Recopa por conta da punição referente a expulsão no segundo jogo da final da Copa Libertadores da América de 2017.

## Partidas

### Primeiro jogo
| 14 de fevereiro | Independiente     | 1 – 1     | Grêmio   | Estádio Libertadores de América, Avellaneda |
| 21:00           | Cortez 33' (g.c.) | Relatório | 22' Luan | Público: 47 000 Árbitro: ECU Roddy Zambrano |

| Independiente | Grêmio |

| G           | 25 | Martín Campaña       |       |     |
| LD          | 16 | Fabricio Bustos      |       | 82' |
| Z           | 2  | Alan Franco          |       |     |
| Z           | 14 | Fernando Amorebieta  | 89'   |     |
| LE          | 20 | Gastón Silva         |       |     |
| M           | 10 | Fernando Gaibor      |       | 66' |
| M           | 5  | Nicolás Domingo      | 45+2' |     |
| M           | 7  | Martín Benítez       |       | 63' |
| A           | 8  | Maximiliano Meza     |       |     |
| A           | 21 | Jonathan Menéndez    |       |     |
| A           | 9  | Emmanuel Gigliotti   | 27'   |     |
| Reservas:   |    |                      |       |     |
| G           | 1  | Damián Albil         |       |     |
| Z           | 4  | Jorge Figal          |       | 82' |
| M           | 6  | Juan Sánchez Miño    |       |     |
| M           | 24 | Jonás Gutiérrez      |       | 66' |
| A           | 11 | Leandro Fernández    | 69'   | 63' |
| A           | 18 | Silvio Romero        |       |     |
| A           | 22 | Juan Manuel Martínez |       |     |
| Treinador:  |    |                      |       |     |
| Ariel Holan |    |                      |       |     |

| G                 | 1  | Marcelo Grohe    |     |     |
| LD                | 2  | Léo Moura        | 31' |     |
| Z                 | 3  | Pedro Geromel    | 38' |     |
| Z                 | 4  | Walter Kannemann |     |     |
| LE                | 6  | Bruno Cortez     |     |     |
| M                 | 25 | Jailson          |     |     |
| M                 | 8  | Maicon           |     |     |
| M                 | 14 | Lima             |     | 52' |
| M                 | 17 | Cícero           |     | 84' |
| M                 | 11 | Éverton          |     | 84' |
| A                 | 7  | Luan             |     |     |
| Reservas:         |    |                  |     |     |
| G                 | 12 | Paulo Victor     |     |     |
| LE                | 20 | Marcelo Oliveira |     |     |
| Z                 | 22 | Bressan          |     |     |
| M                 | 5  | Michel           |     |     |
| M                 | 18 | Maicosuel        |     | 84' |
| M                 | 23 | Alisson          | 88' | 52' |
| A                 | 9  | Jael             |     | 84' |
| Treinador:        |    |                  |     |     |
| Renato Portaluppi |    |                  |     |     |

| Bandeirinhas: Byron Romero Christian Lescano Quarto árbitro: Luis Quiroz VAR: Mario Díaz de Vivar AVAR: Gery Vargas VAR2: Milcíades Saldívar |

### Segundo jogo
| 21 de fevereiro | Grêmio | 0 – 0 (pro) | Independiente | Arena do Grêmio, Porto Alegre                |
| 21:45           |        | Relatório   |               | Público: 42 921 Árbitro: PAR Enrique Cáceres |

|                                 |       | Penalidades                                                                   |  |
| Maicon Cícero Jael Éverton Luan | 5 – 4 | Fernando Gaibor Maximiliano Meza Nicolás Domingo Silvio Romero Martín Benítez |  |

| Grêmio | Independiente |

| G                 | 1  | Marcelo Grohe    |     |      |
| LD                | 2  | Léo Moura        |     | 22'  |
| Z                 | 3  | Pedro Geromel    | 25' |      |
| Z                 | 4  | Walter Kannemann |     |      |
| LE                | 6  | Bruno Cortez     |     | 116' |
| M                 | 25 | Jailson          |     | 62'  |
| M                 | 8  | Maicon           |     |      |
| M                 | 23 | Alisson          | 2'  | 81'  |
| M                 | 7  | Luan             |     |      |
| M                 | 11 | Éverton          |     |      |
| A                 | 17 | Cícero           |     |      |
| Reservas:         |    |                  |     |      |
| G                 | 12 | Paulo Victor     |     |      |
| LE                | 20 | Marcelo Oliveira |     |      |
| Z                 | 13 | Paulo Miranda    | 36' | 22'  |
| M                 | 5  | Michel           |     |      |
| M                 | 18 | Maicosuel        |     | 81'  |
| M                 | 14 | Lima             |     | 116' |
| A                 | 9  | Jael             |     | 62'  |
| Treinador:        |    |                  |     |      |
| Renato Portaluppi |    |                  |     |      |

| G           | 25 | Martín Campaña         |     |      |
| LD          | 16 | Fabricio Bustos        |     | 108' |
| Z           | 2  | Alan Franco            |     |      |
| Z           | 14 | Fernando Amorebieta    | 42' |      |
| LE          | 20 | Gastón Silva           | 24' |      |
| M           | 15 | Diego Martín Rodríguez | 16' | 46'  |
| M           | 5  | Nicolás Domingo        |     |      |
| A           | 8  | Maximiliano Meza       |     |      |
| M           | 10 | Fernando Gaibor        | 35' |      |
| A           | 21 | Jonathan Menéndez      |     | 75'  |
| A           | 11 | Leandro Fernández      |     | 45'  |
| Reservas:   |    |                        |     |      |
| G           | 1  | Damián Albil           |     |      |
| Z           | 4  | Jorge Figal            |     | 45'  |
| M           | 6  | Juan Sánchez Miño      |     |      |
| M           | 7  | Martín Benítez         |     | 46'  |
| M           | 24 | Jonás Gutiérrez        |     | 108' |
| A           | 18 | Silvio Romero          |     | 75'  |
| A           | 22 | Juan Manuel Martínez   |     |      |
| Treinador:  |    |                        |     |      |
| Ariel Holan |    |                        |     |      |

| Bandeirinhas: Eduardo Cardozo Juan Zorrilla Quarto árbitro: Éber Aquino VAR: Andrés Cunha AVAR: José Argote VAR2: Nicolás Taran |

### Resultado final
Ao fim da segunda partida, persistiu o empate pelo placar de 1 a 1. A disputa prosseguiu para a prorrogação, e o placar se manteve inalterado. Na disputa por pênaltis, o Grêmio venceu por 5 a 4, tendo o goleiro Marcelo Grohe defendido a última cobrança, de Martín Benítez. Dessa forma, o  Grêmio sagrou-se bicampeão da Recopa Sul-Americana.

## Premiação
| Recopa Sul-Americana de 2018 |
| Brasil                       |
| ---------------------------- |
| Grêmio Campeão (2º título)   |